# Robert William Edis
Pour l’article homonyme, voir Edis.
Robert William Edis, né le 13 juin 1839 à Huntingdon (Cambridgeshire) et mort le 23 juin 1927 à Great Ormesby (Norfolk), est un architecte britannique.

## Biographie
Né à Huntingdon, Robert William Edis a effectué ses études secondaires à la Grammar school d'Aldenham (Hertfordshire).
Engagé dès les années 1860 au sein de l'Artists' Volunteers Corps, où il obtient le grade de colonel, il commande ce régiment pendant une vingtaine d'années, succédant ainsi à Frederic Leighton. Il a été l'aide de camp de lord Bury pendant la guerre franco-allemande de 1870 et la Commune de Paris (1871) au titre de l'aide aux blessés prévue par la Convention de Genève. Ses services lui valent d'être décoré de la Médaille d'ancienneté du service volontaire et d'être nommé compagnon de l'Ordre du Bain en 1902 puis chevalier de l'Ordre de l'Empire britannique en 1919.
Politiquement proche des conservateurs, le colonel Edis a été nommé membre du London County Council pour le quartier sud de St Pancras en 1889. Installé dans le comté de Norfolk en 1894, il y assure les fonctions de Deputy Lieutenant puis, trois ans plus tard, celles de juge de paix.
Membre de l'Architectural Association, qu'il préside pendant deux ans, du Royal Institute of British Architects (RIBA) et de la Society of Antiquaries of London, Edis a notamment été chargé par Édouard VII  de superviser l’agrandissement de Sandringham House et les modifications de York Cottage.
Dans ses réalisations, Edis a souvent privilégié l'emploi de briques rouges et le recours au style Queen Anne. Il est également l'auteur d'ouvrages consacrés à la décoration intérieure.
Mort le 23 juin 1927 dans sa demeure d'Old Hall à Great Ormesby, Sir Robert Edis est inhumé au cimetière paroissial St. Margaret le 27 juin.

## Réalisations notables
- Église St. John de Burrangong, Nouvelle-Galles du Sud (vers 1862-1866)[4].
- Fontaine à la mémoire de George Whyte-Melville, Market Street, St Andrews (1880).
- Club-house du Constitutional Club, 28 Northumberland Avenue, Londres (1883-1886, détruit en 1959)[5].
- Old Drill Hall, 17 Duke's Road, Londres, quartier général du régiment d'Edis (1888).
- Club-house du Junior Constitutional Club (actuelle ambassade du Japon), 101-104 Piccadilly, Londres (1890-1893)[6].
- Victoria House, pour l'exposition universelle de 1893 à Chicago[7].
- Great Central Hotel (renommé The Landmark London en 1995), près de la gare de Marylebone, Londres (1897-1898)[5].

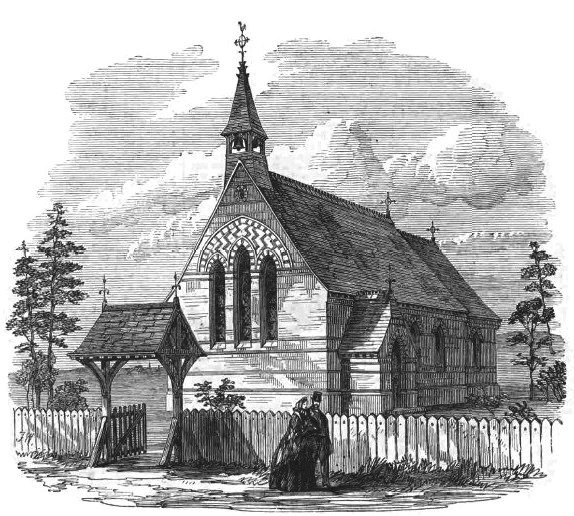
Église St. John de Burrangong.
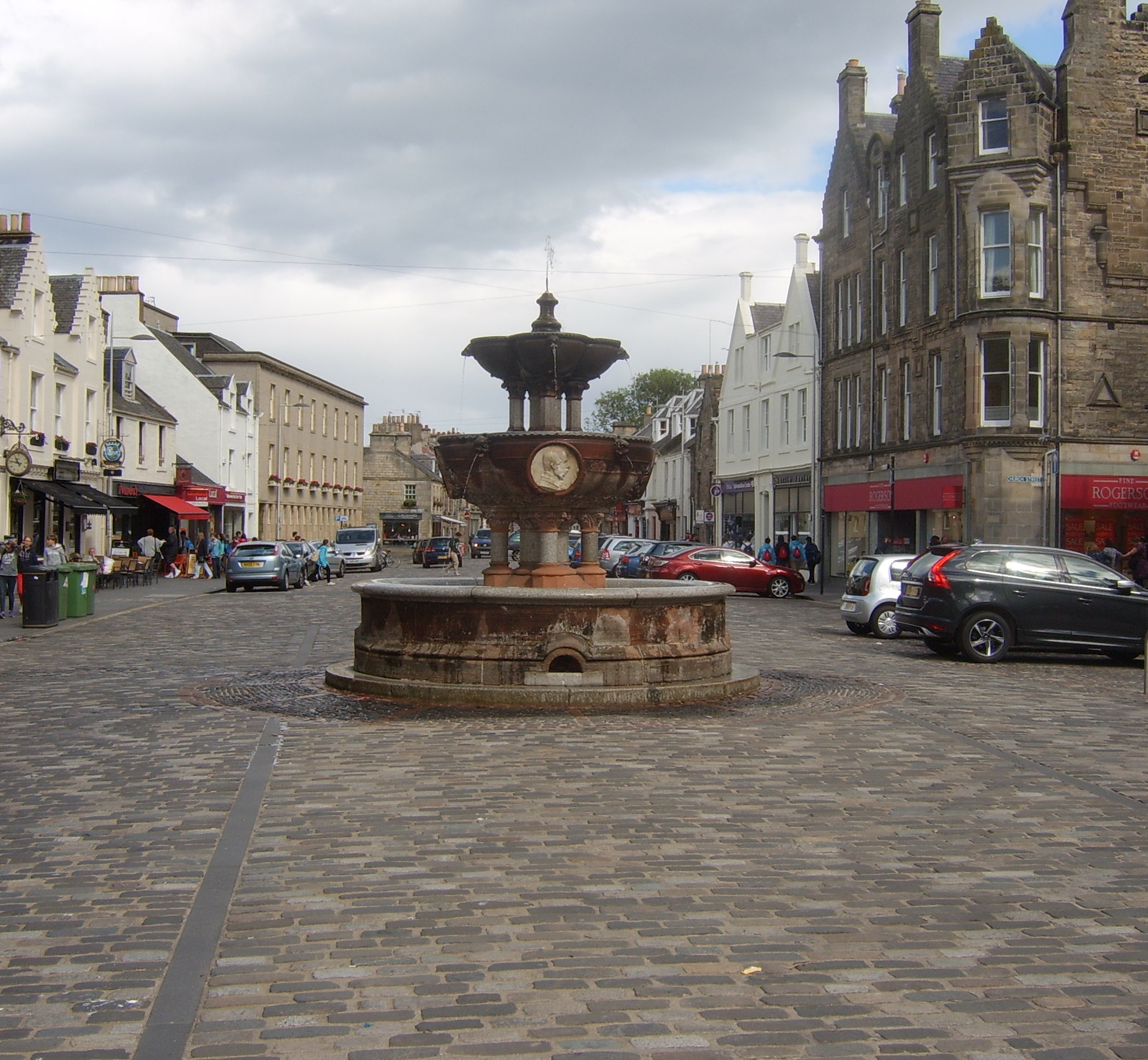
Fontaine Whyte-Melville.
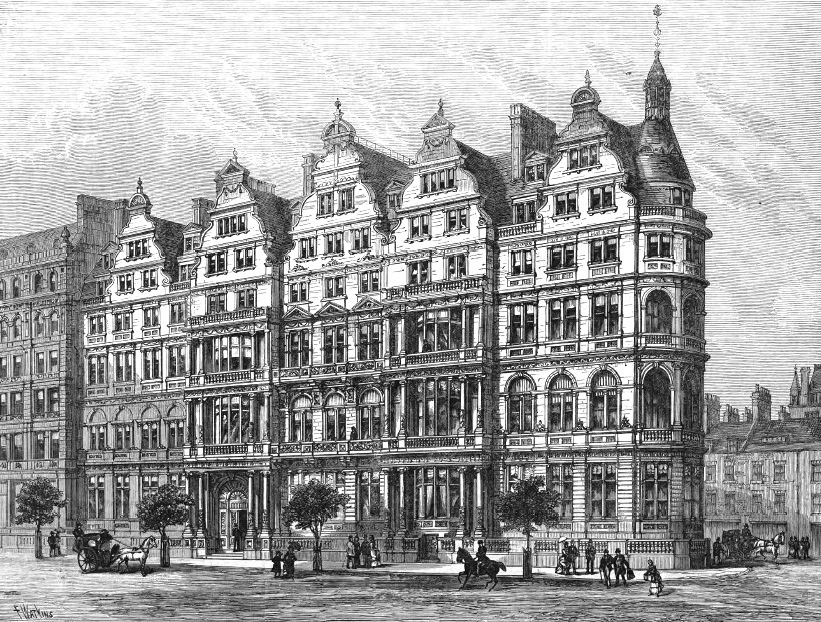
Constitutional Club.
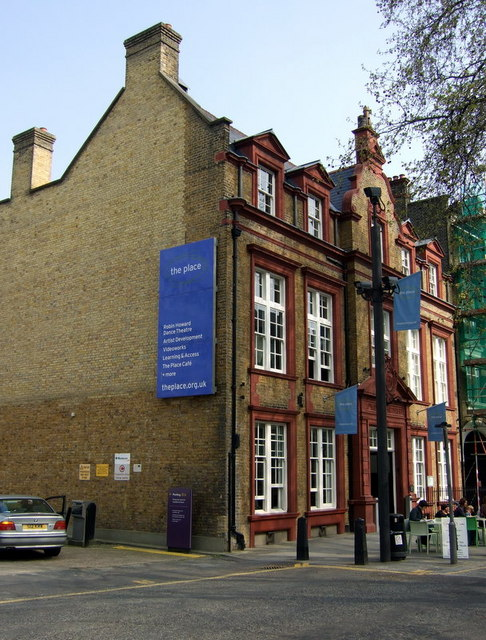
Old Drill Hall.
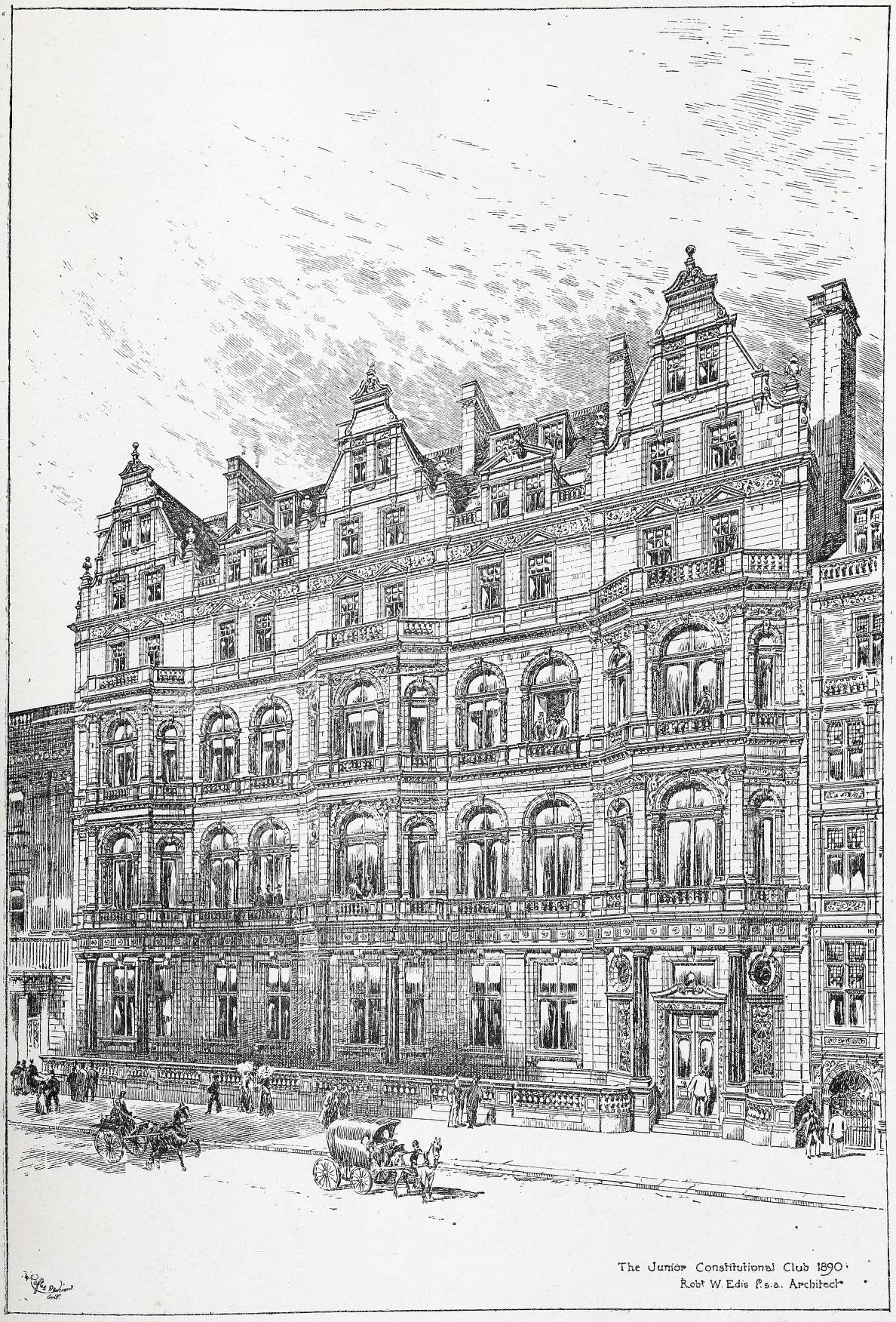
Ambassade du Japon (ancien Jr. Constitutional Club).
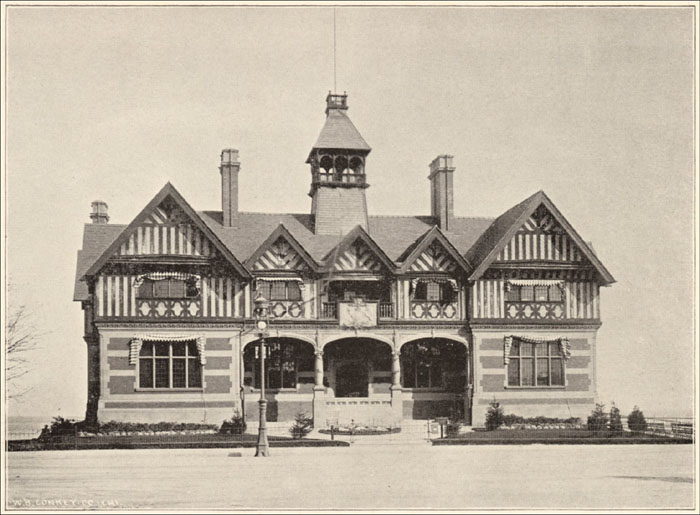
Victoria House.
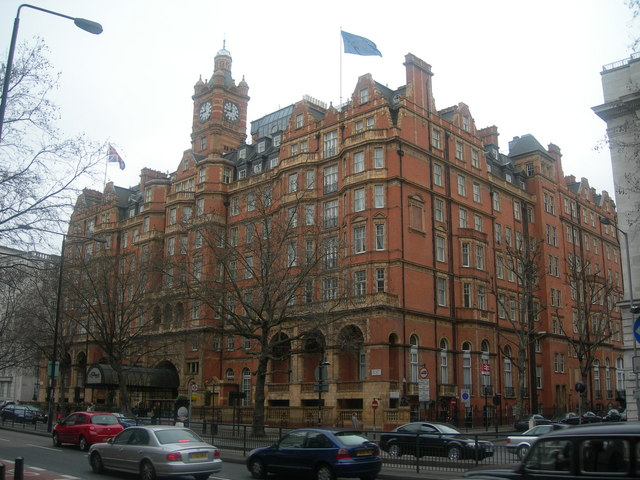
The Landmark London (ancien Great Central Hotel).